# Васильев, Илья Иванович (государственный деятель)
Илья́ Ива́нович Васи́льев (род. 8 августа 1957, Спея, Тираспольский район, Молдавская ССР) — приднестровский медик и политик.
Врач-уролог, заведующий урологическим отделением, главный уролог Приднестровской Молдавской Республики с 1990 по 2015 гг. Заслуженный врач Приднестровья, автор ряда новых методов оперативного лечения, лауреат государственной премии в области медицины. Кавалер орденов «Трудовая Слава» и «За заслуги перед Отечеством II степени». Участник боевых действий по защите ПМР. Полковник медицинской службы.
Депутат Верховного совета Приднестровской Молдавской Республики III, IV и VI созывов (2000—2010 и 2015—2020).
По сведениям информационного агентства «Новости Приднестровья», занимался также бизнесом: владел компанией «Тиройл Трейд», поставлявшей горюче-смазочные материалы приднестровскому холдингу «Шериф».